# 大东京玩具箱
《大东京玩具箱》（日語：大東京トイボックス）是日本漫畫家雙人團體UME创作的日本漫画作品。于幻冬舍Comics旗下的漫画杂志コミックバーズ 2006年11月号开始连载。为东京玩具箱的续作。台湾由原动力文化代理中文版发行。
2014年1月4日其改编电视剧作为东京玩具箱的系列续作于東京電視網开始播出。

## 劇情簡介
故事继前作月山星乃成为了G3的社长后，G3制作室迎来了新的员工——百田桃，然后再一次，工作和爱情相互交际的新的骚动再次产生。
本作在2012年漫画大奖仅次于银之匙 Silver Spoon获得第二名。

## 登场角色

### Studio G3
天川太阳（饰演：要润、照井啓能（幼年时期））
擔任G3裡的企劃與總監。
月山星乃（饰演：宇野实彩子）
從管理諮詢公司辭職，來到G3擔任社長。
百田桃（饰演：足立梨花）
以試用期一個月為條件，進入G3工作。
依田敦史（饰演：趙珉和）
首席程式員，前作沒有特別口音，但在本作中有著關西腔。
阿部茉莉（饰演：岸明日香）
美術設計師，有著獨特的喜好。
剑持千明

金田正志（饰演：菊田大輔）
程式員，主要負責吐槽。
哥尔‧罗德里奎兹

汤浅太

松平赖宽

木场繁

### SOLUDUS WORKS
仙水伊鹤（饰演：福士誠治、佐藤光将（少年时期））
AM2局的局長。
洼之内品子（饰演：桥本爱实）
仙水伊鶴的秘書。
谷崎七海（饰演：北川弘美）

御堂雄头（饰演：石橋蓮司）

### 电算花组
以制作美少女类型游戏出名的同人作品制作公司。
半田花子（饰演：志保）
電算花組的社長。
饭田桥要（饰演：石塚義之）
從公司創辦就支持著公司的社員。

#### 其他
白石信子

## 出版書籍
前6卷為原動力文化，後4卷為東立出版社。
| 卷數 | 幻冬舍         | 幻冬舍                 | 原動力文化→東立出版社 | 原動力文化→東立出版社  |
| 卷數 | 發售日期       | ISBN                   | 發售日期              | ISBN                   |
| ---- | -------------- | ---------------------- | --------------------- | ---------------------- |
| 1    | 2007年3月24日  | ISBN 978-4-3448-0943-7 | 2007年9月5日          | ISBN 978-986-718-463-4 |
| 2    | 2007年9月22日  | ISBN 978-4-3448-1081-5 | 2008年2月3日          | ISBN 978-986-718-482-5 |
| 3    | 2008年1月24日  | ISBN 978-4-3448-1450-9 | 2009年4月3日          | ISBN 978-986-662-825-2 |
| 4    | 2009年6月24日  | ISBN 978-4-3448-1666-4 | 2010年1月8日          | ISBN 978-986-662-860-3 |
| 5    | 2010年1月23日  | ISBN 978-4-3448-1847-7 | 2010年7月22日         | ISBN 978-986-662-873-3 |
| 6    | 2010年8月24日  | ISBN 978-4-3448-2013-5 | 2011年2月12日         | ISBN 978-986-662-882-5 |
| 7    | 2011年8月24日  | ISBN 978-4-3448-2287-0 | 2014年4月3日          | ISBN 978-986-337-797-9 |
| 8    | 2012年3月24日  | ISBN 978-4-3448-2464-5 | 2014年7月29日         | ISBN 978-986-337-798-6 |
| 9    | 2012年12月24日 | ISBN 978-4-3448-2679-3 | 2015年3月10日         | ISBN 978-986-337-799-3 |
| 10   | 2013年9月24日  | ISBN 978-4-3448-2911-4 | 2015年4月28日         | ISBN 978-986-337-800-6 |

大东京玩具箱SP
收录单行本未收录篇章。
| 卷數 | 幻冬舍        | 幻冬舍                 |
| 卷數 | 發售日期      | ISBN                   |
| ---- | ------------- | ---------------------- |
| 全   | 2013年9月24日 | ISBN 978-4-344-82912-1 |

## 电视剧
東京電視網于2014年1月4日至3月29日播出电视剧，作为在2013年10月~12月播放的其前作东京玩具箱的改编续作。主演为足立梨花。每话使用「Level.」作为标题前缀。平均收视率为1.2%（由Video Research调查关东地区的收視率）

### 制作人员
- 原作：UME（日语：うめ_(漫画家)）（小泽高广・妹尾朝子）
- 编剧：山冈真介、服部隆志
- 音乐：山冈晃
- 导演：宫下健作、笕昌也、山本清史、芝崎弘记
- 主題曲：RAM WIRE（Sony Music Associated Records）[7]
- 副导演：森裕史、高田知徳、宫崎刚、伊藤周
- 摄影：寺田将人
- 照明：桥本稔，土井大辅
- 音响效果：北泽亨
- 美术制作：橋本昌和
- CG：奥田圭一、
- 字幕背景导演：冈本将徳
- 字幕背景制作：
- 游戏画面监督：横山秀幸、桥本裕之、风间纪明、远藤琢磨、岩间崇、土田智裕、板垣贵幸、小池俊雄、杉山由美子、奥山义智、横山裕一、鹫尾象
- 插图提供：
- 动画制作人：加部荣一郎、川上政希、上林大辅、马场园未、FREDY、加藤英理子
- 动作捕捉：Studio Acquire
- 特别合作：GungHo、Acquire、GAME ARTS（日语：ゲームアーツ）、Spike Chunsoft
- 制片人：阿部真士（东京电视台） / 槙哲也（Horipro）
- 副制片人：安藤一貴、奥村麻美子
- 制作著作：东京电视台、Horipro

### 播放日程
| 集數   | 播放日期 | 脚本     | 演出     |
| ------ | -------- | -------- | -------- |
| 第1話  | 1月4日   | 山岡真介 | 宮下健作 |
| 第2話  | 1月11日  | 山岡真介 | 宮下健作 |
| 第3話  | 1月18日  | 山岡真介 | 筧昌也   |
| 第4話  | 1月25日  | 服部隆志 | 筧昌也   |
| 第5話  | 2月1日   | 山岡真介 | 山本清史 |
| 第6話  | 2月8日   | 山岡真介 | 山本清史 |
| 第7話  | 2月15日  | 服部隆志 | 宮下健作 |
| 第8話  | 3月1日   | 服部隆志 | 芝崎弘記 |
| 第9話  | 3月8日   | 服部隆志 | 山本清史 |
| 第10話 | 3月15日  | 服部隆志 | 山本清史 |
| 第11話 | 3月22日  | 山岡真介 | 宮下健作 |
| 第12話 | 3月29日  | 山岡真介 | 宮下健作 |

### 播放电视台
| 播放地区       | 播放电视台                | 播放日期                | 播放时间（UTC+9，30小时制） | 联播网             |
| -------------- | ------------------------- | ----------------------- | --------------------------- | ------------------ |
| 關東廣域圈     | 东京电视台 【製作電視台】 | 2014年1月4日 - 3月29日  | 星期六 23:55 - 24:20        | 东京电视网         |
| 北海道         | TV北海道                  | 2014年1月4日 - 3月29日  | 星期六 23:55 - 24:20        | 东京电视网         |
| 爱知县         | 爱知电视台                | 2014年1月4日 - 3月29日  | 星期六 23:55 - 24:20        | 东京电视网         |
| 大阪府         | 大阪電視台                | 2014年1月4日 - 3月29日  | 星期六 23:55 - 24:20        | 东京电视网         |
| 冈山县、香川县 | 濑户内电视台              | 2014年1月4日 - 3月29日  | 星期六 23:55 - 24:20        | 东京电视网         |
| 福冈县         | TVQ九州放松               | 2014年1月4日 - 3月29日  | 星期六 23:55 - 24:20        | 东京电视网         |
| 山形县         | TVU山形                   | 2014年2月18日 - 5月6日  | 星期二 24:58 - 25:23        | 日本新聞網         |
| 和歌山县       | 和歌山电视台              | 2014年4月6日 - 6月22日  | 星期日 22:30 - 22:54        | 全国独立放送協議会 |
| 三重县         | 三重电视台                | 2014年4月13日 - 8月10日 | 星期日 19:29 - 19:54        | 全国独立放送協議会 |
| 岩手县         | IBC岩手放送               | 2014年7月15日 - 10月7日 | 星期二 25:11 - 25:46        | 日本新聞網         |
| 鹿儿岛县       | 南日本放送                | 2014年7月22日 -         | 星期二 25:05 - 25:35        | 日本新聞網         |
| 滋贺县         | 琵琶湖放送                | 2014年8月22日 -         | 星期五 26:40 - 27:10        | 全国独立放送協議会 |

## 外部連結
- 難民チャンプ （页面存档备份，存于） - UME的官方網站（日語）
- Comic birds【大東京トイボックス】 （页面存档备份，存于）（日語）